# Институт геолого-экологических проблем Донбасса
Институт геолого-экологических проблем Донбасса — основан в 1993. Коллективное предприятие.

## Научные направления
Основные научные направления:
- разработка и внедрение новых геохимических поисково-оценочных технологий нефти и газа, благородных, цветных и редких металлов, алмазов и других полезных ископаемых;
- поиск, оценка и геолого-геохимическое моделирование месторождений благородных и редких металлов, нефти и газа;
- газогеохимическое моделирование шахтных полей с целью оценки метаноносных структур, участков, оптимизации места закладки скважин для извлечения метана (как альтернативного вида топлива)
- экологическая оценка промышленно-городских агломераций Донбасса, других природно-техногенных систем;
- определение степени химического изменения отдельных компонентов окружающей среды — пород зоны аэрации, почв, поверхностных и подземных вод, растений;
- оценка биореакции населения на изменение окружающей среды;
- изучение химического состава промышленных отходов Донбасса, оценка их экологической опасности и возможности использования в качестве вторичного минерального сырья (техногенных месторождений).